# Liederkranz-Haus (Heilbronn)

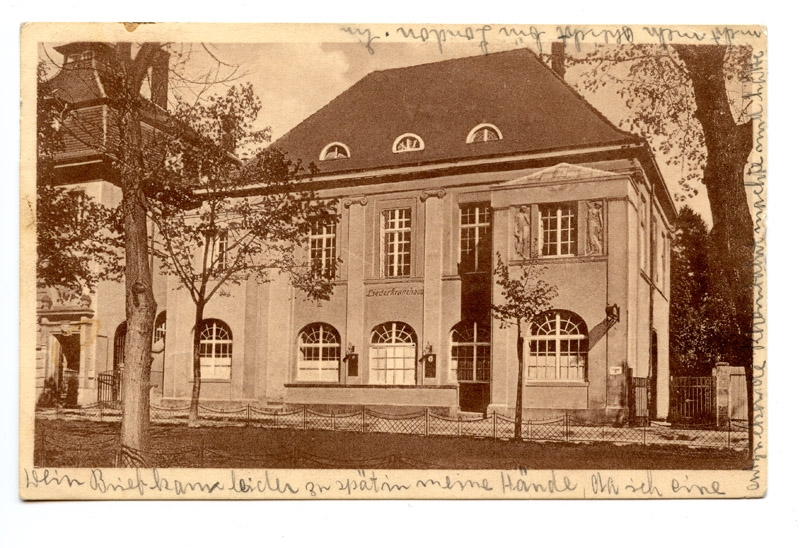
Liederkranzhaus an der Allee 70.

Das Liederkranz-Haus an der Allee 70 in Heilbronn war das von Adolf Braunwald erbaute Gesellschaftshaus des Liederkranzes. Es zählte zu den Prachtbauten an der Heilbronner Allee und war ein repräsentativer Festsaal für die bessere Gesellschaft der Stadt Heilbronn in der Zeit vor dem Ersten Weltkrieg. An seiner Stelle wurde in der Nachkriegszeit ein von Rudolf Gabel geplanter Verwaltungsbau der AOK errichtet. Ein an der Gustav-Binder-Straße geplanter Neubau des Liederkranz-Hauses scheiterte.

## Geschichte

### Liederkranz-Haus Allee 70
Das Gesellschaftshaus des Liederkranzes wurde im Jahr 1913 nach Entwurf des Heilbronner Architekten Adolf Braunwald auf dem Grundstück Allee 70 in der Nähe des Alten Theaters errichtet. Es war ein fünfachsiges, zweigeschossiges Gebäude mit Seitenrisaliten und Walmdach mit Fledermausgauben. In der Mitte des Erdgeschosses befand sich ein größeres, komfortables Lokal, das mit einer Holzvertäfelung ausgestattet war. Das Obergeschoss erreichte man über einen Treppenaufgang, der mit einem Fries des Stuttgarter Malers Baumüller geschmückt war. Dieser Fries zeigte einen Bacchuszug. Den Mittelpunkt des Obergeschosses bildete ein 200 Quadratmeter großer Saal, der Proberaum, der auch für Familienfeierlichkeiten genutzt wurde. Dort stand auch der Wahlspruch geschrieben: „Ewig bleiben treu die Alten. Bis das letzte Lied verhallt“. Der Saal bildete zugleich den repräsentativen Mittelpunkt für die bessere Gesellschaft der Stadt Heilbronn in der Zeit vor dem Ersten Weltkrieg. Der Proberaum war als Saal gestaltet, der streng in Wand- und Deckenflächen gegliedert war. Grüne und hellgraue Farben, vergoldete Ornamente und neun Lampen – entsprechend der Zahl der Deckenfelder – schmückten den Raum. Die Wandfelder waren mit Gemälden und Büsten geschmückt.
An der Stelle des beim Luftangriff auf Heilbronn zerstörten Liederkranzhauses wurde in der Nachkriegszeit das Verwaltungsgebäude der AOK nach Entwurf von Rudolf Gabel gebaut.

### Liederkranz-Haus in der Gustav-Binder-Straße (Planung)
Der Liederkranz gab am 19. Dezember 1948 eine Aufführung von Annelies Weihnachtstraum im Saal der Post-Lichtspiele, die Einnahmen waren für einen Neubau als Ersatz des im Krieg zerstörten Liederkranzhauses Allee 70 bestimmt. Der Liederkranz erwarb ein Grundstück an der Ecke Gustav-Binder-Straße / Querschulgasse und schrieb 1950 einen Architektenwettbewerb für den Neubau aus. Das Preisgericht bestand aus Dipl.-Ing. Gabriel aus Stuttgart als Vorsitzendem, Oberbürgermeister Paul Meyle, dem zweiten Liederkranz-Vorsitzenden Schilling, Architekt Scheffler, Baurat Zimmermann und dem Bauausschuss des Liederkranz-Vereins. Vorgaben waren der Einbau einer repräsentativen Tagesgaststätte mit Nebenzimmer, ein Saal für 300 Personen der als Singlokal und für Veranstaltungen von kammermusikalischen Darstellungen und für Vorträge nach Art des Schießhaussaals genutzt werden sollte, ein Laden und Fremdenzimmer mit 10 Betten. Den mit 1.500 DM dotierten 1. Preis erhielt der Stuttgarter Architekt Kurt Marohn, Richard Schmeißer den 2. Preis (750 DM) und Rudolf Gabel den 3. Preis (500 DM). Ein Entwurf von Adolf Mössinger wurde angekauft (250 DM).
Marohns Entwurf zeichnete sich durch eine großzügige Gestaltung der Raumfolge, klare Betriebsabwicklung und eine „gute architektonische Haltung“ mit einem „vorbildlichen Anschluss an die Nachbargebäude aus“. Die Gaststätte im Erdgeschoss sollte in die Ecke, die Küche mit Büffet dahinter an die Querschulgasse. Im westlichen Teil des Gebäudes sollte der Laden eingerichtet werden. Zwischen Wirtschaft und Laden sollte sich der Eingang befinden, der zum Saal (für 296 Personen längs der Querschulgasse) und zur Gaststätte führen sollte.
Der Entwurf von Schmeißer sah vor, alle Räume in einem Trakt unterzubringen, an der Querschulgasse sollte nur ein Anbau errichtet werden.
Die Pläne von Gabel sahen die Einrichtung eines Gartenhofs vor, das Hauptgebäude sollte zurückgerückt und freigestellt werden. Kritisiert wurde an dem Entwurf, dass die städtebaulichen Konsequenzen nicht berücksichtigt wurden. Der geplante Wiederaufbau scheiterte, schließlich wurde nur noch die Kellerruine des früheren Liederkranzhauses am 20. April 1951 ausgeräumt und danach abgebrochen.